# 1987
| 1987                                                                     |
| ------------------------------------------------------------------------ |
| Dødsfald - Fødsler                                                       |
| • Begivenheder • Film • Litteratur • Musik • Politik • Sport • Videnskab |

| Gregoriansk kalender | 1987 MCMLXXXVII         |
| Ab urbe condita      | 2740                    |
| Armensk kalender     | 1436 ԹՎ ՌՆԼԶ            |
| Kinesiske kalender   | 4683 – 4684 丙寅 – 丁卯 |
| Etiopisk kalender    | 1979 – 1980             |
| Jødisk kalender      | 5747 – 5748             |
| Hindukalendere       |                         |
| - Vikram Samvat      | 2042 – 2043             |
| - Shaka Samvat       | 1909 – 1910             |
| - Kali Yuga          | 5088 – 5089             |
| Iransk kalender      | 1365 – 1366             |
| Islamisk kalender    | 1408 – 1409             |

Regerende dronning i Danmark: Margrethe 2. 1972--2024
Se også 1987 (tal)

## Begivenheder

### Januar
- 3. januar – Aretha Franklin blev den første kvinde i Rock and Roll Hall of Fame.
- 14. januar – tusinder af de sjældne søkøer bliver opdaget i Den persiske Bugt.
- 16. januar – en historisk aftale på det danske arbejdsmarked blev indgået, da der for første gang nogensinde kom en fireårig overenskomstaftale inden for et af de store områder
- 26. januar - Coca-Cola bliver udnævnt til den mest populære sodavand i USA og skubber dermed Pepsi-Cola ned på andenpladsen

### Februar
- 1. februar - 24 buspassagerer bliver dræbt i den værste bilulykke i Jugoslavien siden 2. verdenskrig, da en danske lastvognschauffør kører ind i bussen
- 1. februar - Terry Williams fra Los Gatos i Californien, USA, vinder historiens til da største gevinst på en enarmet tyveknægt - nemlig 4,9 millioner $
- 11. februar – British Airways børsnoteres.
- 11. februar – Filippinernes forfatning træder i kraft.
- 11. februar – USA foretager atomprøvesprængninger i Nevada
- 21. februar - for første gang i historisk tid oplever Forenede Arabiske Emirater snevejr, nogle steder op til en halv meter sne.
- 24. februar – Supernova 1987a observeres som den første supernova set med det blotte øje siden 1604

### Marts
- 19. marts - Portugal og Kina bliver enige om, at den portugisiske koloni Macao fra 1999 skal overdrages til Kina

### April
- 1. april – Red Bull introduceres for første gang
- 13. april - Livstidsfangen Palle Sørensen sigtes for hashhandel for 300.000 kroner i fængslet
- 13. april - Portugal og Folkerepublikken Kina indgår aftale om Macaus overgang til Kina senest 1999
- 19. april – The Simpsons bliver lanceret i varietéshowet The Tracey Ullman Show
- 26. april - Lederen af den højreorienterede franske Den Nationale Front, Jean-Marie le Pen, stiller op som præsidentkandidat

### Maj
- 5. maj - Folketinget vedtager, at Skjern Å, der blev rettet ud i 1960'erne, igen skal forsynes med sine slyngninger
- 17. maj - 37 amerikanske soldater på USS Stark dræbes og 62 såres af et irakisk missil fra et Mirage fly, mens skibet patruljerer i Golfen
- 26. maj - Folketinget vedtager loven om anlæggelse af en fast forbindelse over Storebælt
- 28. maj – Mathias Rust lander på Den Røde Plads i Moskva

### Juni
- 9. juni - pyromanen bag branden på Hotel Hafnia i København, hvor 35 mennesker omkom, tilstår også at have begået et mord på Fanø, som en anden var sigtet for
- 11. juni - Det engelske konservative parti vinder sit 3. valg i række, og Margaret Thatcher fortsætter som premierminister
- 12. juni - USA's præsident Ronald Reagan holder ved Brandenburger Tor sin berømte tale, hvor han opfordrer Sovjetunionens leder Mikhail Gorbatjov til at rive Berlinmuren ned
- 14. juni - formiddagsaviserne BT og Ekstra Bladet begynder også at udkomme om søndagen

### Juli
- 10. juli - en bombe eksplodere i kælderen under Glostrup Sygehus og indleder sagen om Sygehusbomberne
- 16. juli - Sydkorea rammes af en orkan, der koster mindst 200 livet
- 31. juli - i Mekka er der sammenstød mellem iranske pilgrimme og saudi-arabiske sikkerhedsstyrker. Over 400 mennesker bliver dræbt

### August
- 3. august - Rigsrevisionen kritiserer Danida for fejlskøn, efterladenhed og undertrykkelse af kritik i forbindelse med et mislykket hjælpeprogram i Indien til 400 millioner kroner
- 23. august - ved et folkemøde i Hirvepark (Hjorteparken) i Tallinn, Estland kræves den hemmelige tillægsaftale til Molotov-Ribbentrop-pagten offentliggjort

### September
- 8. september – Folketingsvalg i Danmark
- 10. september - Anker Jørgensen trækker sig som formand for Socialdemokratiet og anbefaler Svend Auken som sin efterfølger
- 15. september -  Socialdemokratiets folketingsgruppe vælger Svend Auken som ordfører og Ritt Bjerregaard til gruppeformand
- 16. september - Montreal Protokollen, der skal begrænse nedbrydningen af ozonlaget omkring Jorden, underskrives til ikrafttræden den 1. januar 1989
- 23. september - Fremskridtspartiets stifter Mogens Glistrup bliver af et flertal på 139 i Folketinget erklæret værdig til atter at sidde som medlem af Tinget. 13 stemte imod. Glistrup var i marts samme år blevet løsladt efter at have afsonet halvdelen af en straf på tre års fængsel for ulovlige økonomiske transaktioner. To gange tidligere var han blevet kendt uværdig til at sidde i Folketinget
- 27. september - demonstrationer på Langelinie mod 2 amerikanske krigsskibe, som ikke vil garantere, at der ikke er atomvåben om bord

### Oktober
- Gadekampe under demonstrationer for frihed i Dhaka 10. november 19871. oktober - Los Angeles rammes af jordskælv
- 10. oktober - Fiji udråbes til republik
- 11. oktober - Slesvig-Holstens afsatte ministerpræsident Uwe Barschel findes død i et badekar på et hotel i Geneve
- 19. oktober – Aktiekurserne på Wall Street falder med 22,61%, hvilket er det største fald nogensinde på en enkelt dag

### November
- 4. november - sundhedsminister Agnete Laustsen iværksætter en undersøgelse af følgerne af, at 1100 patienter har fået indsprøjtet det radioaktive sporstof thorotrast
- 10. november - voldsomme demonstrationer for frihed i Dhaka, Bangladesh
- 12. november - den svenske regering forhøjer dusøren for oplysninger, der fører til opklaring af mordet på Olof Palme, til 50 mio. svenske kr.
- 12. november - billede af Vincent van Gogh, "Iris", sælges for rekordsummen £30,2 millioner. Han malede det, mens han var patient på St. Rémy i nærheden
- 18. november - 31 mennesker mister livet i en voldsom brand på King's Cross St. Pancras Station i London
- 20. november - over 100 fiskekuttere ankrer op ved Langelinie i protest mod EF's fiskeripolitik
- 28. november - en sydafrikansk Boeing 747 styrter ned ud for Mauritius i Det indiske Ocean og samtlige 160 ombord omkommer
- 29. november - partiet De Grønne vedtager at slutte sig til Folkebevægelsen mod EF

### December
- 2. december - Prins Charles vækker opsigt i en tale i Londons Planlægningsudvalg ved at hævde, at moderne arkitekter har skadet London mere end Hitlers Luftwaffe
- 3. december - skibet M/S Nella Dan går på grund ved Macquarieøen. Skibet bliver sunket 24. december samme år.
- 31. december – TV3 går i luften.

## Født

### Januar
- 7. januar – Davide Astori, italiensk fodboldspiller (død 2018).
- 20. januar – Evan Peters, amerikansk skuespiller.
- 24. januar – Wayne Hennessey, walisisk fodboldspiller.
- 26. januar – Gojko Kačar, serbisk fodboldspiller.
- 30. januar – Arda Turan, tyrkisk fodboldspiller.

### Februar
- 1. februar – Heather Morris, amerikansk skuespillerinde.
- 2. februar – Gerard Piqué, spansk fodboldspiller.
- 4. februar – Lucie Šafářová, tjekkisk tennisspiller.
- 5. februar – Darren Criss, amerikansk skuespiller og sanger.
- 8. februar – Esben Bjerre Hansen, radiovært på P3.
- 12. februar – Cecilie Nielsen, dansk historiker.
- 19. februar – Torben Keller, dansk professionel bokser.
- 21. februar – Ellen Page, canadisk skuespillerinde.
- 21. februar – Ashley Greene, amerikansk skuespillerinde.

### Marts
- 1. marts – Ke$ha, amerikansk sangerinde.
- 12. marts – Peter Castle, engelsk fodboldspiller.
- 30. marts – Linea Søgaard-Lidell, dansk politiker.
- 31. marts – Amaury Bischoff, fransk/portugisisk fodboldspiller.
- 31. marts – Georg Listing, tysk bassist i Tokio Hotel.
- 31. marts – Kirill Starkov, dansk ishockeyspiller.

### April
- 4. april – Sarah Gadon, amerikansk skuespillerinde.
- 9. april – Jesse McCartney, amerikansk sanger og skuespiller.
- 9. april – Sara Slott Petersen, dansk atlet.
- 11. april – Joss Stone, engelsk sangerinde.
- 16. april – Aaron Lennon, engelsk fodboldspiller.
- 19. april – Maria Sjarapova, russisk tennisspiller.
- 22. april – David Luiz, brasiliansk fodboldspiller.
- 27. april – William Moseley, engelsk skuespiller.

### Maj
- 1. maj – Shahar Pe'er, israelsk tennisspiller.
- 4. maj – Cesc Fabregas, spansk fodboldspiller.
- 13. maj – Candice King, amerikansk skuespillerinde.
- 15. maj – Andy Murray, skotsk tennisspiller.

### Juni
- 6. juni – Cássio Ramos, brasiliansk fodboldspiller.
- 24. juni – Lionel Messi, argentinsk fodboldspiller.

### Juli
- 3. juli – Sebastian Vettel, tysk racerkører.
- 6. juli – Matt O'Leary, amerikansk skuespiller.

### August
- 24. august - Dennis Holmberg, dansk professionel fodboldspiller
- 25. august – Blake Lively, amerikansk skuespillerinde.

### September
- 8. september – Wiz Khalifa, amerikansk rapper.
- 9. september – Milan Stankovic, serbisk sanger.
- 11. september – Tyler Hoechlin, amerikansk skuespiller.
- 28. september – Hillary Duff, amerikansk sanger og skuespillerinde.

### Oktober
- 18. oktober – Zac Efron, amerikansk sanger og skuespiller.
- 22. oktober – Mikkel Hansen, dansk håndboldspiller.

### November
- 5. november – Kevin Jonas, amerikansk sanger/sangskriver.
- 20. november – Molly Egelind, dansk skuespillerinde.

### December
- 5. december - Danny Mirabel, dansk fodboldspiller.
- 7. december – Aaron Carter, amerikansk sanger og skuespiller.
- 17. december – Bradley Manning, amerikansk soldat mistænkt for at have lækket information til WikiLeaks.
- 20. december – Monika Rubin, dansk læge og politiker.
- 30. december – Jeanette Ottesen, dansk elitesvømmer.

## Sport
- 25. januar – Super Bowl XXI New York Giants (39) besejrer Denver Broncos (20).
- 28. maj – AGF vinder DBUs Landspokalturnering for herrer for sjette gang ved at vinde med 3-0 over AaB i Københavns Idrætspark.
- 8. juni - Gert Bo Jacobsen bliver den første dansker, der med held forsvarer et europamesterskab på udebane, da han i Bordeaux besejrer franskmanden Alain Simones i EM-kampen i letvægt
- 28. juni - Danmark vinder VM i parspeedway i Pardubcie i Tjekkoslovakiet for tredje gang i træk og fjerde gang i alt. Det var Hans Nielsen og Erik Gundersen, der genvandt guldet
- 27. august - den danske cykelrytter Hans-Henrik Ørsted vinder VM i 5.000 meter forfølgelsesløb
- 13. september - For femte gang i træk - og syvende gang i alt - vinder Danmark VM i speedway for hold i Prag, Tjekkoslovakiet. På holdet var Hans Nielsen, Erik Gundersen, Tommy Knudsen, Jan O. Pedersen og John Jørgensen. England fik sølv og USA bronze
- 1. november - Brøndby IF vinder sit andet Danmarksmesterskab i fodbold, mens Ikast får sølv og AGF bronze efter den sidste runde af turneringen. Brøndbys mesterskab har været sikkert i fire uger. Kastrup og Hvidovre IF rykker ud af 1. division, og Silkeborg IF og Randers Freja rykker op
- 11. november - Tjekkoslovakiets fodboldlandshold vinder 2-0 over Wales, og dermed bliver Danmarks fodboldlandshold vinder af kvalifikationspuljen til EM i 1988 i Vesttyskland

- Ryder Cup, golf – Europa 15 – USA 13

## Musik
- 3. januar - Aretha Franklin bliver den første kvinde i Rock and Roll Hall of Fame
- 9. maj – Irland vinder årets udgave af Eurovision Song Contest, som blev afholdt i Bruxelles, Belgien, med sangen "Hold Me Now" af Johnny Logan
- 16. juni – D-A-D udgiver albummet D.A.D Draws a Circle
- Metallica udgiver ep'en Garage Days Re-Revisited
- Guns N' Roses udgiver sit debutalbum Appetite for Destruction
- Michael Jackson udgiver Bad
- U2 udgiver albummet The Joshua Tree

## Nobelprisen
- Fysik – J. Georg Bednorz, K. Alexander Müller
- Kemi – Donald J. Cram, Jean-Marie Lehn, Charles J. Pedersen
- Medicin – Susumu Tonegawa
- Litteratur – Joseph Brodsky
- Fred – Oscar Arias Sánchez
- Økonomi – Robert Solow